# 山本竟山
山本 竟山（やまもと きょうざん、文久3年9月28日（1863年11月9日） - 昭和9年（1934年）1月24日）は、近代日本の書家。名は由定。竟山、聾鳳と号した。美濃国厚見郡岐阜町（現在の岐阜県岐阜市）の出身。

## 経歴
書は日下部鳴鶴に師事した。明治35年（1902年）楊守敬を慕って清国（現在の中国）に渡り書法を学んだ。以後中国に遊学すること7回に及んだ。そこで楊守敬のほか呉昌碩、顧麟士らと交流して書学を研鑽し、多数の法帖碑版を日本へもたらした。明治時代の末には京都へ転居し多くの子弟を教育して関西の書壇に新風を吹き込んだ。学書の基本をいつも古典の臨書においていた人であり、個性を尊び、創造性と自主性のある書を書くことを心がけたという。王羲之の蘭亭序を好んでたびたび臨書している。

## 作品集
- 山本竟山先生五十回忌追悼会運営実行委員会編『山本竟山先生五十回忌追悼記念展図録・作品集 日本近代書道の先覚者』泰山書道院（1983年）